# Waynesville (Missouri)
Waynesville település az Amerikai Egyesült Államok Missouri államában, Pulaski megyében, melynek megyeszékhelye is. Lakosainak száma 5406 fő (2020. április 1.).

## Népesség
A település népességének változása:

| 2010 | 4 830 |
| 2020 | 5 406 |